# Лидова, Ирен
Ирен Лидова (фр. Irène Lidova, 7 января 1907 — 23 мая 2002), урождённая Каминская — российско-французский танцевальный критик, писательница, ведущая и продюсер. Она работала в модной журналистике для журнала Vu, а затем занималась обозреванием танцев для еженедельного литературного издания Marianne. Лидова работала организатором концертных представлений и соучредителем Les Ballets des Champs-Elysées в 1945 году. Она присоединилась к Les Ballets de Paris-Roland Petit Ролана Пети в 1948 году, а затем стала партнёром небольшой танцевальной труппы Милорада Мишковича в 1956 году. Лидова также публиковалась в танцевальных журналах и написала 27 текстов для 27 опубликованных альбомов танцевального фотографа Сержа Лидо. В 1979 году она была удостоена звания кавалера Ордена Искусств и литературы.

## Ранние годы
7 января 1907 года Лидова родилась под именем Ирина Каминская в Москве, Россия. Её отец был юристом, а мать — врачом. У Лидовой была младшая сестра, которая в дальнейшем занималась балетом в Консерватории музыки и танца. Свои ранние годы Ирен провела в Петрограде, но затем её семья эмигрировала из послереволюционной России в Париж на санях, запряжённых лошадьми, через замерзший Финский залив. Сначала Ирен получила образование в русской школе, а затем в Сорбонне. В университете Лидова занималась балетом под руководством примы-балерины Императорского балета Ольги Преображенской в студии Wacker, искусствоведением, французской и русской литературой, а также брала уроки рисования.

## Карьера
После окончания учёбы Ирен занялась модной журналистикой и делала макеты для журнала Vu. Она убедила редактора Vu опубликовать статью о балерине и любовнице Николая II Матильде Кшесинской. Лидова сотрудничала с такими фотографами, как Брассаи. В 1939 году после приглашения стать танцевальным критиком в еженедельном литературном издания Marianne, она начала писать для него обзоры танцев. Её также пригласили редактировать новое издание под названием France Magazine, и она продолжала заниматься танцами на любительском уровне. В 1943 и 1944 годах Лидова организовала первые концертные выступления Жанин Шарра и Ролана Пети в Париже. После этих успешных концертов Лидову пригласили организовать серию из десяти танцевальных вечеров, на которых были представлены Жан Бабиле, Зизи Жанмер, Этери Пагава и Нина Вырубова.
Перед освобождением Парижа в 1944 году она была ранена осколком, когда шла по улице. Она смогла полностью выздороветь. В следующем году Лидова стала соучредителем балета Елисейских полей в Театре де ла Вилль. Она работала генеральным секретарём балета и работала в Театре Елисейских полей, где она разработала Le Dejeuner sur l’herbe для Пети. Лидова была приглашена в труппу «Les Ballets de Paris», основанную Роланом Пети в 1948 году, поскольку им не нравилась атмосфера в Театре Елисейских полей. Лидова помогала Джину Келли в кастинге фильма «Приглашение на танец» и была консультантом нескольких оперных театров, поставивших балеты, таких как «Ла Фениче», постановки Сержа Лифаря и Брониславы Нижинской и Каллас в «Сицилийской вечерне», открывающей новую Туринскую оперу. В 1947 году она организовала конференцию, посвящённую Вацлаву Нижинскому, чему способствовали опровергнутые слухи о его смерти в Венгрии.
Она решила отказаться от своей приверженности Пети и больше не заниматься балетом после уговоров танцора Милорада Мишковича. В 1956 году Лидова стала соратницей Мишковича в его небольшой труппе, чтобы поощрять в основном молодых солистов к исполнению новых произведений. Они с Мишковичем гастролировали по миру в течение следующего десятилетия без финансирования. Она консультировала директора фестиваля Nervi Марио Порчиле в Италии по выбору артистов и балетов, а также курировала логистику. Лидова была организатором серии программ в «Ла Фениче» в Венеции в 1971 году и убедила стареющую Брониславу Нижинскую возродить «Свадебку». Она участвовала в танцевальных журналах Ballet Annual; Balletto Oggi в Милане; Dance News в Нью-Йорке; Dance and Dancers в Лондоне и Les Saisons de la Danse в Париже. Лидова является автором 17 Visages de la danse francaise (1953) и Roland Petit (1956). Она опубликовала свою автобиографию Ma Vie avec la danse в 1992 году и написала 27 текстов для 27 опубликованных альбомов Сержа Лидо.

## Личная жизнь
Она была замужем за французско-русским танцевальным фотографом Сержем Лидо до его смерти в 1984 году. У них не было детей. В 1979 году Ирен Лидова была удостоена звания кавалера Ордена Искусств и литературы. 23 мая 2002 года она умерла в Париже, Франция. Ирен так и не вернулась вРоссию.

## Память
The Times написала, что «она способствовала развитию французской культуры, не будучи француженкой», как это сделал директор балета Парижской оперы Серж Лифарь, и «воплощала душу французского балета на протяжении полувека, начиная со Второй мировой войны». Публичная библиотека Нью-Йорка хранит аудиозапись 1976 года Эндрю Марка Вентинка о Лидовой и её муже на французском языке в рамках проекта «Устная история» Нью-Йоркской публичной библиотеки по исполнительским видам искусства.